# Барданов, Александр Иванович
Алекса́ндр Ива́нович Барда́нов (2 сентября 1920 — 19 августа 2011) — советский офицер, участник Великой Отечественной войны, командир батареи 1251-го пушечного артиллерийского полка 39-й пушечной артиллерийской бригады 17-й артиллерийской дивизии 7-го артиллерийского корпуса прорыва 27-й армии Воронежского фронта, старший лейтенант.
Герой Советского Союза (9.10.1943), полковник запаса с 1975 года.

## Биография
Родился 2 сентября 1920 года в городе Москве в семье рабочего-железнодорожника. Русский. Член ВКП(б) с 1943 года. В 1928—1937 годах учился в средней школе, а затем в 4-й Московской специальной артиллерийской школе. Занимался спортом. Занимался плаванием (тренером был чемпион СССР Семён Бойченко) и борьбой (тренер Александр Сенаторов), играл за сборную Москвы в волейбол, не раз играл со знаменитыми братьями Старостиными.
В Красной армии с 1940 года. 22 июля 1941 года окончил 2-е Ленинградское артиллерийское училище.
Участник Великой Отечественной войны с июня 1941 года. В июле 1941 года курсант-артиллерист Барданов вместе с училищем отходил под Ленинград от окружённого немцами Таллина. В Ленинграде 22 июля 1941 года приказом наркома обороны № 0230 Барданову было присвоено звание лейтенанта.
Осенью 1941 года Барданов был направлен под Москву, в город Дмитров, в отдельный артдивизион и назначен на должность командира огневого взвода. Участвовал в боях за канал имени Москвы, затем в зимнем наступление советских войск 1941—1942 годов.
В 1942 году Барданов снова был переведён под Ленинград на Волховский фронт. Почти полтора года в топких волховских болотах защищал город на Неве.
В апреле 1943 года накануне боёв на Курской дуге Барданов был назначен командиром пушечной батареи в 17-ю артиллерийскую дивизию 7-го корпуса прорыва 27-й армии Воронежского фронта. В корпусной артиллерии на вооружении были 122-миллиметровые гаубицы и орудия большего калибра. Они передвигались на механической тяге гусеничного трактора ЧТЗ. Дальность полёта снаряда из такой гаубицы достигала 15—16 километров, а если вести огонь с переднего края, то до одного километра.
Три месяца велись бои местного значения. В них батарея Барданова опробовала «ленд-лизовскую» американскую технику — «шевроле», «студебеккеры», «форды».
5 июля 1943 года началась стратегическая героическая оборона на Курском направлении. За месяц боев 6-я батарея Барданова уничтожила 15 танков и десятки единиц техники, сотни немецких солдат. В конце июля 1943 года советские войска, измотав противника, перешли в наступление.
7 августа 1943 года на подступах к городу Грайворон Белгородской области была обнаружена колонна танков и бронемашин противника. Можно было уклониться от боя, приказа открыть огонь не было. Но Барданов принял решение, быстро развернул орудия батареи на прямую наводку. В этом бою было уничтожено 15 танков, 10 бронемашин, 15 автомашин, 49 мотоциклов, много солдат и офицеров вермахта. Батарея успела без потерь и вовремя занять другую огневую позицию.
18—19 августа 1943 года в боях у города Ахтырка Сумской области воины батареи Барданова подбили 5 танков и подавили несколько артиллерийских батарей противника. 19 августа Барданов был тяжело ранен — были перебиты ноги. 5 месяцев находился на лечении в госпитале города Свердловска.
Указом Президиума Верховного Совета СССР от 9 октября 1943 года «за образцовое выполнение боевых заданий командования на фронте борьбы с немецкими захватчиками и проявленные при этом отвагу и геройство», старшему лейтенанту Барданову Александру Ивановичу присвоено звание Героя Советского Союза с вручением ордена Ленина и медали «Золотая Звезда» (№ 2772).
Весной 1944 года Барданов вернулся в свою часть. В составе 17-й артиллерийской дивизии прорыва резерва Ставки Верховного Главнокомандования прошёл Украину, Польшу, Германию, Чехословакию.
В газете «За честь Родины» от 25 октября 1944 года в статье «Наша слава, наша гордость» писалось о Барданове:

«Артиллерист Герой Советского Союза А. И. Барданов уничтожил 10 немецких танков и 15 бронетранспортёров. В боях за Вислой поджёг 2 самоходных орудия врага и уничтожил до роты гитлеровцев».

День Победы А. И. Барданов встретил 12 мая 1945 года под Прагой.
В 1951 году окончил Военную академию имени М. В. Фрунзе. Служил в Вооружённых Силах СССР. В 1975 году полковник Барданов уволился в запас (приказ МО СССР № 01200 от 8 декабря 1975 г.). Работал старшим инженером НИИ экономики и экономико-математических методов планирования.
В 2000 году участвовал в Параде Победы на Красной площади в Москве. Был на приёме у Президента РФ Владимира Путина.
В 2001 году А. И. Барданов в составе делегации Фонда мира вновь побывал в Германии. Жил в доме племянника генерал-фельдмаршала Эрвина Роммеля, чья армия во вторую мировую воевала в Африке, а сам племянник, как оказалось, стоял со своей батареей под Курском буквально напротив батареи Барданова.
Является почётным гражданином г. Ахтырка (Украина), г. Русе (Болгария), г. Лион (Франция).
Занимал должности заместителя председателя Минской секции ветеранов ВОВ, постоянного представителя Координационного совета ветеранских организаций СНГ.
Жил в городе Минске (Белоруссия). Умер 19 августа 2011 года. Похоронен на Восточном кладбище города.

## Награды
- Медаль «Золотая Звезда» Героя Советского Союза (№ 2772)
- Орден Ленина
- Орден Отечественной войны I степени
- Два ордена Красной Звезды
- Медали, в том числе:
  - Медаль «За победу над Германией в Великой Отечественной войне 1941—1945 гг.»
  - Юбилейная медаль «Двадцать лет Победы в Великой Отечественной войне 1941—1945 гг.»
  - Юбилейная медаль «Тридцать лет Победы в Великой Отечественной войне 1941—1945 гг.»
  - Юбилейная медаль «Сорок лет Победы в Великой Отечественной войне 1941—1945 гг.»
- Орден «За службу Родине» II степени (15 апреля 1999 года) — за особые заслуги в защите Отечества, большой личный вклад в военно-патриотическое воспитание молодёжи и в связи с 65-летием со дня учреждения[2]
- Орден «За заслуги» III степени (5 мая 2010 года, Украина) — по случаю 65-й годовщины Победы в Великой Отечественной войне 1941—1945 годов, за проявленное личное мужество и героизм в освобождении Украины от фашистских захватчиков[3]

## Память
- 5 мая 2015 года в Минске открыта мемориальная доска памяти Героя Советского Союза артиллериста Александра Барданова. Установлена на доме № 4 по улице Мележа[4][5].